# Кубарев, Василий Николаевич
Василий Николаевич Кубарев (30 января 1918, деревня Ненаедово, Тверская губерния — 17 ноября 2006, Санкт-Петербург) — советский военный лётчик и военачальник, генерал-полковник авиации (8.11.1971), участник Великой Отечественной войны. На фронте занимал должность командира эскадрильи 65-го гвардейского истребительного авиационного полка 4-й гвардейской истребительной авиационной дивизии 1-го гвардейского истребительного авиационного корпуса 15-й воздушной армии Брянского фронта. Войну окончил в звании гвардии майора. Герой Советского Союза (1943).

## Биография
В 1938 году был призван в ряды Красной Армии. В 1938 году окончил Одесскую военно-авиационную школу пилотов и остался в ней лётчиком-инструктором. Был командиром звена в Конотопской, затем в Армавирской военно-авиационной школе пилотов. Член ВКП(б)/КПСС с 1942 года.
В боях Великой Отечественной войны с ноября 1941 года. Полк сражался в Крыму. В марте 1942 года на истребителе И-15 бис капитан В. Н. Кубарев сбил фашистский «мессер». Из Крыма полк перебазировался на Калининский фронт, перешел в подчинение 1-го гвардейского истребительного корпуса. Здесь капитан В. Н. Кубарев командовал эскадрильей, получил звание майора, был назначен заместителем командира полка по лётной подготовке. К августу 1943 года командир эскадрильи 65-го гвардейского истребительного авиационного полка (4-я гвардейская истребительная авиационная дивизия, 15-я воздушная армия, Брянский фронт) гвардии капитан В. Н. Кубарев совершил 114 боевых вылетов, в 53 воздушных боях сбил лично 10 самолётов противника. За эти подвиги был представлен к званию Героя Советского Союза.
Указом Президиума Верховного Совета СССР от 28 сентября 1943 года за мужество и героизм, проявленные в воздушных боях с немецко-фашистскими захватчиками гвардии майору Василию Николаевичу Кубареву присвоено звание Героя Советского Союза с вручением ордена Ленина и медали «Золотая Звезда» (№ 1120). Майор В. Н. Кубарев стал первым Героем в полку, когда он стоял под Серпуховом. В. Н. Кубарева пригласили в Кремль, где М. И. Калинин вручил ему орден Ленина и Золотую Звезду.
На последнем этапе войны В. Н. Кубарев мастерски управлял воздушными боями, водил эскадрильи на штурмовку. Последние победные вылеты В. Н. Кубарев совершил в небе над Берлином. К 5 мая 1945 года В. Н. Кубарев совершил около 300 боевых вылетов, сбил в воздушных боях 15 вражеских самолётов, успешно провел 36 штурмовок переднего края противника, уничтожив десятки единиц вражеской боевой техники и много живой силы.
В 1951 году окончил Военно-Воздушную академию, в 1960 году — Военную академию Генерального штаба. Успешно продвигался по службе, командовал авиационной дивизией, корпусом противовоздушной обороны. В 1957 году получил звание генерал-майора авиации. В 1960—1965 годах — 1-й заместитель командующего, в 1965-73 годах — командующий 6-й отдельной Краснознамённой армией противовоздушной обороны (Ленинград). С 1973 по 1981 год возглавлял Военную инженерную радиотехническую академию противовоздушной обороны.
Был делегатом XIX, XXII, XXIII и XXIV съездов партии.
В 1981 году генерал-полковник авиации В. Н. Кубарев уволился из Вооруженных Сил по выслуге лет, переехал в Ленинград и возглавил кафедру в Академии гражданской авиации, защитил ученую степень — кандидат военных наук. Он — автор военно-теоретических трудов и книги «Атакуют гвардейцы». Являлся председателем объединённого комитета ветеранов войны и военной службы — «Однополчанин».
Умер 17 ноября 2006 года. Похоронен на Никольском кладбище Александро-Невской лавры в городе Санкт-Петербурге.

Могила Кубарева на Никольском кладбище Александро-Невской лавры в Санкт-Петербурге.

## Награды
- Медаль «Золотая Звезда» Героя Советского Союза № 1120 (28 сентября 1943 года);
- Орден Дружбы (1 апреля 1995 года) — за многолетнюю плодотворную работу по патриотическому воспитанию молодёжи, социальной защите ветеранов и укреплению дружбы между народами[2];
- Два ордена Ленина (в том числе - 28 сентября 1943 года);
- Орден Октябрьской Революции.
- Шесть орденов Красного Знамени (в том числе - 19 апреля 1942 года, 6 февраля 1943 года, 14 октября 1944 года);
- Два ордена Александра Невского (в том числе - 1 августа 1944 года);
- Два ордена Отечественной войны 1-й степени (21 июля 1943 года, 11 марта 1985 года);
- Два орденами Красной Звезды (в том числе - 17 октября 1942 года);
- Медали СССР;
- Орден «За мужество» III степени (15 мая 2003 года, Украина) — за весомый личный вклад в развитие сотрудничества между Украиной и Российской Федерацией в социально-экономической и гуманитарной сферах[3];
- Орден «9 сентября 1944 года» (НРБ);
- Медаль «За укрепление дружбы по оружию» (Чехословакия).

## Сочинения
- Кубарев В. Н. Атакуют гвардейцы / Литературная запись А. Н. Сеина. — Таллин: Ээсти раамат, 1975. — 232 с. — 30 000 экз.
- Кубарев В. Н. Моя жизнь — авиация. Мемуары военного летчика. — СПб.: Вести, 2003. — 116 с.